# Hussain Al Romaihi
Hussain Al Romaihi (en árabe: حسين الرميحي‎; Catar, 12 de septiembre de 1974) es un exjugador catarí. Actualmente es el director deportivo del Qatar SC.

## Selección nacional sub-17
Jugó 6 partidos internacionales sub-17 en la Copa Mundial de Fútbol Sub-17.

## Selección nacional
Jugó 38 partidos internacionales y participó en la Copa Asiática 2000.

## Logros
- Liga de fútbol de Catar (1): 2002/03
- Copa Príncipe de la Corona de Catar (3): 2002, 2004, 2009
- Copa del Jeque Jassem (1): 1995